# 富山県道68号富山外郭環状線
富山県道68号富山外郭環状線（とやまけんどう68ごう とやまがいかくかんじょうせん）は、富山県富山市から中新川郡立山町を通って富山市に至る県道（主要地方道）である。

## 概要
富山県富山市平岡から中新川郡立山町を経由して、再び富山市の水橋小路・国道8号交点に至る。

### 路線データ
- 起点：富山県富山市平岡（富山県道31号小杉婦中線・富山県道140号婦中平岡線交点）
- 終点：富山県富山市水橋小路（国道8号・富山県道379号水橋停車場水橋小路線交点）
- 実延長：22,752 m

## 歴史
- 1993年（平成5年）4月1日 - 認定[1]
- 1993年（平成5年）5月11日 - 建設省から、県道富山外郭環状線が富山外郭環状線として主要地方道に指定される[2]。

## 路線状況

### 重複区間
- 富山県道140号婦中平岡線（富山市平岡 - 富山市境野新）
- 富山県道59号富山庄川線（富山市婦中町下条 地内）
- 国道359号（富山市婦中町笹倉・笹倉西交差点 - 富山市婦中町速星・速星交差点）
- 富山県道200号井栗谷婦中線（富山市婦中町速星・速星交差点 - 富山市婦中町堀・萩島（西）交差点）
- 富山県道174号上滝山室線（富山市西番 - 富山市城村・城村交差点）
- 富山県道4号富山上市線（富山市水橋開発 - 富山市水橋開発・開発交差点）

### 主要橋梁
- 新常願寺橋（富山市大場 - 中新川郡立山西大森）

## 地理

### 通過する自治体
- 富山市
- 中新川郡立山町
- 富山市

### 交差する道路
- 富山県道31号小杉婦中線・富山県道41号新湊平岡線（富山市平岡、起点）
- 富山県道140号婦中平岡線（富山市境野新）
- 富山県道59号富山庄川線（富山市婦中町下条）
- 富山県道59号富山庄川線（富山市婦中町下条）
- 富山県道140号婦中平岡線（笹倉1区交差点）
- 国道359号（富山市婦中町笹倉・笹倉西交差点）
- 富山県道216号小倉笹倉線（富山市婦中町笹倉・笹倉交差点）
- 国道359号・富山県道201号速星停車場線（富山市婦中町速星・速星交差点）
- 富山県道218号館本郷添島線（富山市婦中町中名・中名交差点）
- 富山県道7号富山八尾線（富山県道200号井栗谷婦中線 重複）（富山市婦中町堀・萩島（西）交差点）
未供用区間（神通川）
- 富山県道69号富山笹津線（富山市新保・新保文化会館前交差点）
- 国道41号 越中東街道（富山市安養寺・下熊野南交差点）
- 富山県道188号東猪谷富山線（富山市悪王寺・悪王寺交差点）
- 富山県道65号富山大沢野線（富山市吉岡・吉岡交差点）
- 富山県道187号荒屋敷月岡町線（富山市月岡町・月岡新交差点）
- 富山県道43号富山上滝立山線（富山市月岡町）
未供用区間
- 富山県道174号上滝山室線（富山市西番）
- 富山県道174号上滝山室線（富山市城村・城村交差点）
- 富山県道175号新庄大山線（富山市大場・大場交差点）
- 富山県道162号西大森寺坪線・富山県道366号西大森前沢線（中新川郡立山町西大森・西大森交差点）
- 富山県道3号富山立山魚津線（中新川郡立山町利田・日置交差点）
- 富山県道6号富山立山公園線（中新川郡立山町利田・利田曽我交差点）
- 富山県道4号富山上市線（富山市水橋開発）
- 富山県道4号富山上市線（富山市水橋開発・開発交差点）
- 国道8号（滑川富山バイパス）・富山県道379号水橋停車場水橋小路線（富山市水橋小路・水橋小路交差点、終点）

### 沿線にある施設など
- 富山空港
- 北陸自動車道 富山西インターチェンジ
- JR高山本線 速星駅
- 富山地方鉄道本線 越中三郷駅
- 富山大学 杉谷キャンパス（医学部・薬学部）
- 富山大学附属病院
- 富山大学薬学部附属薬用植物園
- 富山県立富山西高等学校
- 富山市立速星中学校
- 富山市立興南中学校
- 富山市立朝日小学校
- 富山市立速星小学校
- 富山市立宮野小学校
- 富山市立新保小学校
- 富山市立熊野小学校
- 富山市立月岡小学校
- 立山町立利田小学校
- 富山市立三郷小学校
- 常願寺川
- 富山県常願寺川公園
- 富山県総合体育センター
- 富山県空港スポーツ緑地
- 富山市体育文化センター
- 婦中郵便局
- 富山新保郵便局
- 三郷郵便局
- 日産化学 富山工場
- 朝日印刷
- 富士薬品
- 三菱ふそうバス製造 本社・工場
- パピ・婦中ショッピングセンター
  - オレンジマート パピ店
- フューチャーシティ・ファボーレ（ショッピングモール）
  - アル・プラザ富山（大型スーパーマーケット）
- 大阪屋ショップ 婦中店
- ヤマダデンキ テックランドNew富山婦中店
- DCM 婦中店
- コメリ
  - ハードアンドグリーン 婦中店
  - ホームセンター 宮野店